# Negureni
Negureni è un comune della Moldavia situato nel distretto di Telenești di 2.910 abitanti al censimento del 2004.

## Località
Il comune è formato dall'insieme delle seguenti località (popolazione 2004):
- Negureni (2.850 abitanti)
- Chersac (21 abitanti)
- Dobrușa (29 abitanti)